# Melanorivulus kayabi
Melanorivulus kayabi es un pez actinopeterigio de agua dulce de la familia de los rivúlidos.

## Morfología
La longitud máxima descrita es de 3 cm en machos y 2,9 cm en hembras, sin espinas en las aletas. Difiere de todas las demás especies del género Melanorivulus por la posesión de la siguiente combinación de caracteres: flanco con marcas rojas dispuestas en patrón de vértice en la parte ventral del flanco, aleta pélvica generalmente con 6 radios, a veces 7 cuando incluye un rayo rudimentario, dorso de la aleta caudal en hembras con una serie horizontal de manchas blancas, aleta pectoral con 13 radios, y el flanco en ambos sexos con las barras rojas conspicuas.

## Distribución y hábitat
Se distribuye por ríos de América del Sur, tramos medio y superior de la cuenca del río Tapajós en Brasil. De comportamiento bentopelágico. Habita porciones poco profundas de arroyos y pantanos, generalmente de aproximadamente 0,10-0,30 m de profundidad, con agua clara.